# Metabelba ericius
Metabelba ericius är en kvalsterart som beskrevs av Kunst 1958. Metabelba ericius ingår i släktet Metabelba och familjen Damaeidae. Inga underarter finns listade i Catalogue of Life.